# Горны-Смоковец (Словакия)
Горны-Смоковец, Верхний Смоковец[уточнить] (словац. Horný Smokovec, нем. Oberschmecks, венг. Felsőtátrafüred) — посёлок в Словакии, в регионе Прешовский край (историческая область Спишская жупа).
Расположен в горах Высокие Татры на высоте 950 метров над уровнем моря, к востоку от пересечения «Дороги свободы» с дорогой, ведущей из города Попрад в поселение Татранска-Ломница. В посёлке Горны-Смоковец есть гостевые дома, больницы и школа. Здесь находится дирекция Горноспасательной службы.

## Происхождение названия
Когда во второй половине XIX века к востоку от посёлка Старый Смоковец была построена деревянная обзорная башня, к которой вела популярная в те годы тропа, место стали называть «Прекрасной перспективой». С 1926 года в Прекрасной перспективе начали появляться семейные пансионаты. Это сосредоточение жилых построек в 1930 году было официально объявлено новым татранским поселением и названо Горны-Смоковец.

## История
С 1926 года, после того, как была построена обзорная башня, здесь стали появляться семейные пансионаты (виллы Клара, Ирма, Дагмар, Власта, Сиеста и т. д.). Строили их в основном сотрудники отелей, которые постепенно разбогатели и воспользовались интересом туристов к тихому отдыху в небольших и недорогих заведениях с семейной обстановкой и домашним питанием. На территории были построены два хорошо оборудованных климатотерапевтических санатория доктора Яна Опатрного (1928) и доктора Юлиуса Гольцманна-Горного (1935).
Доктор медицины Ян Опатрный (родился в 1900 году в городе Водняны (современная Чехия)) оказывал медицинскую помощь, а его жена Зденка Опатрна (род. в 1901 году в Праге) руководила санаторием. В санатории лечились туберкулёзные больные..
После войны, в 1948 году, больница была передана государству. Была создана Детская здравница «Горны-Смоковец» — лечебно-профилактическое учреждение для детей, чьи родители были больны туберкулёзом. В 1971 году здравница перепрофилировалась и стала заниматься лечением детей с заболеваниями дыхательных путей. Место входило в состав Чехословацких, позже Словацких курортов.. На 1 января 1997 года здание здравницы на основании права на реституцию было возвращено наследникам прежних владельцев. Внучки супругов Опатрных Карин Фресова и Бибиана Прекопова решили сохранить лечебное учреждение и продолжать лечить пациентов с заболеваниями дыхательных путей.
Нижнесмоковецкий институт детского туберкулеза и респираторных заболеваний открыл в 2001 году в посёлке Горны-Смоковец павильон матери и ребёнка. Институт оказывает медицинскую помощь детям в возрасте до 6 лет.
После 1948 года пансионаты стали использовать как дома отдыха профсоюзов. Во второй половине XX века на территории посёлка были построены новые отели «Бельвю» и «Спорт», относившиеся к интеротелю «Татры». В тот же период был построен дом отдыха производственных кооперативов «Новая жизнь» и «Юниоротель» (относились к Молодёжному туристическому агентству). После 1989 года все объекты стали принадлежать частным владельцам.
В 1954 году в здании виллы Власта разместилась Восьмилетняя средняя школа, немного позже некоторые классы были переведены в здание виллы «Липа». С 1961 года в вилле «Липа» располагается техникум, обучающий по специальности повар и официант.

## Климат
| Месяц                                       | Январь | Февраль | Март | Апрель | Май | Июнь | Июль | Август | Сентябрь | Октябрь | Ноябрь | Декабрь |
| ------------------------------------------- | ------ | ------- | ---- | ------ | --- | ---- | ---- | ------ | -------- | ------- | ------ | ------- |
| Средняя температура, °C                     | -11    | -11     | -9   | -5     | 0   | 2    | 3    | 4      | 1        | -1      | -6     | -9      |
| Среднее количество осадков, в мм            | 23     | 24      | 28   | 43     | 69  | 90   | 76   | 70     | 47       | 40      | 41     | 28      |
| Количество солнечного света, в часах в день | 3      | 4       | 5    | 5      | 7   | 7    | 7    | 8      | 5        | 5       | 3      | 2       |
| Количество дождливых дней в месяце          | 6      | 5       | 7    | 8      | 11  | 11   | 10   | 9      | 6        | 6       | 8      | 7       |

## Галерея

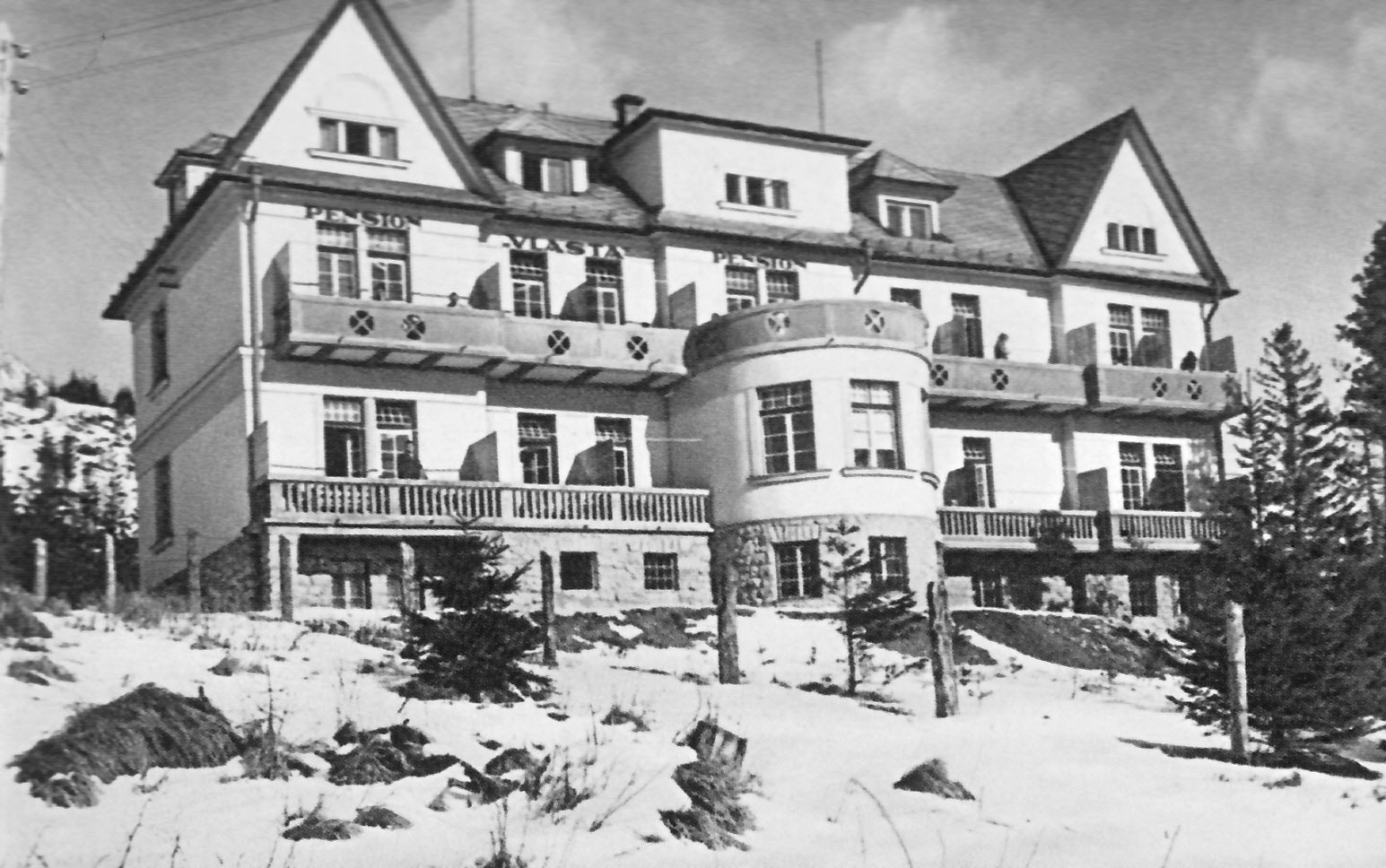
Вилла Власта, первое здание на территории, позже ставшей посёлком Горны-Смоковец
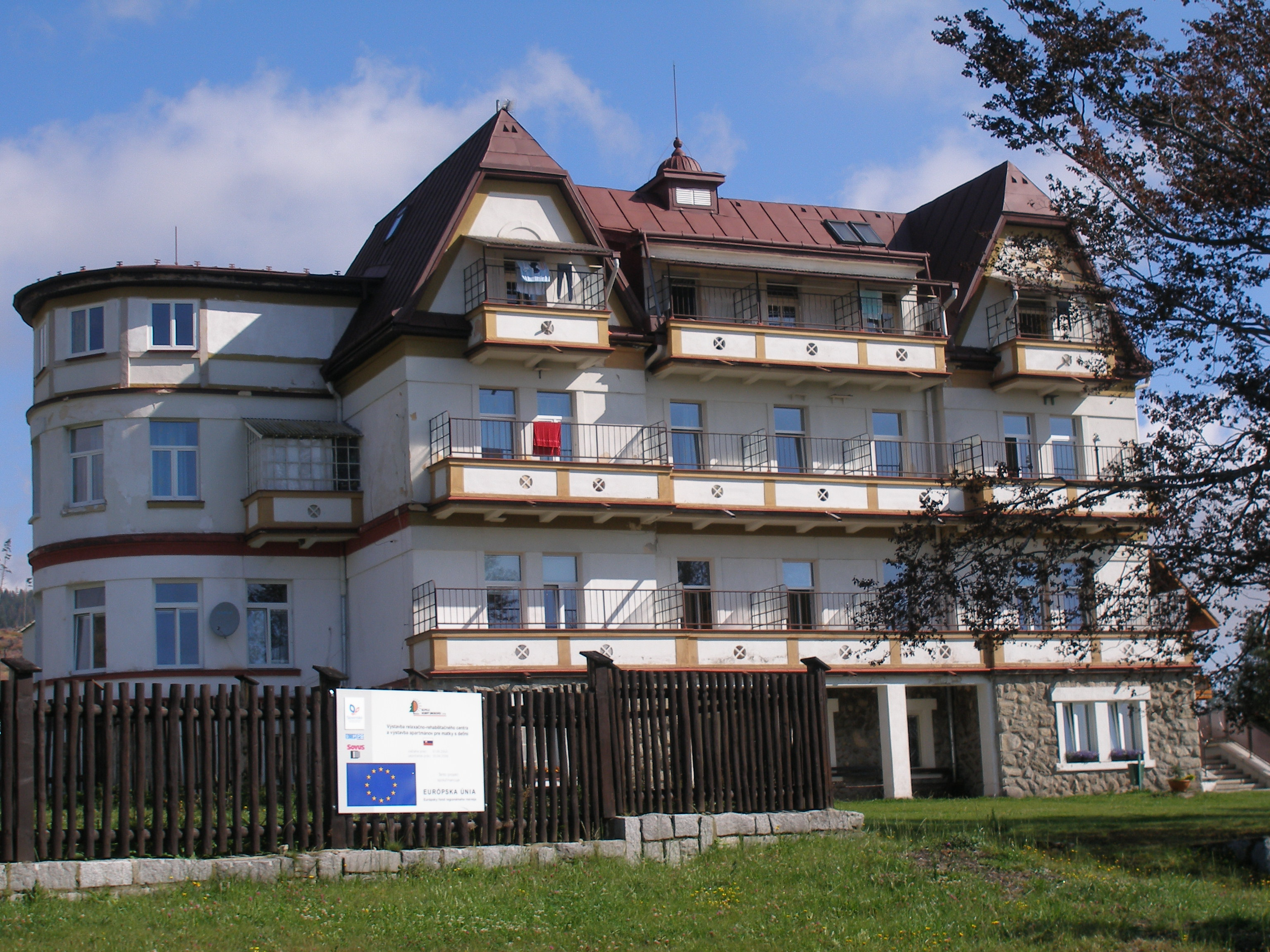
Санаторий доктора Опатрного, сегодня Курорт Горны-Смоковец
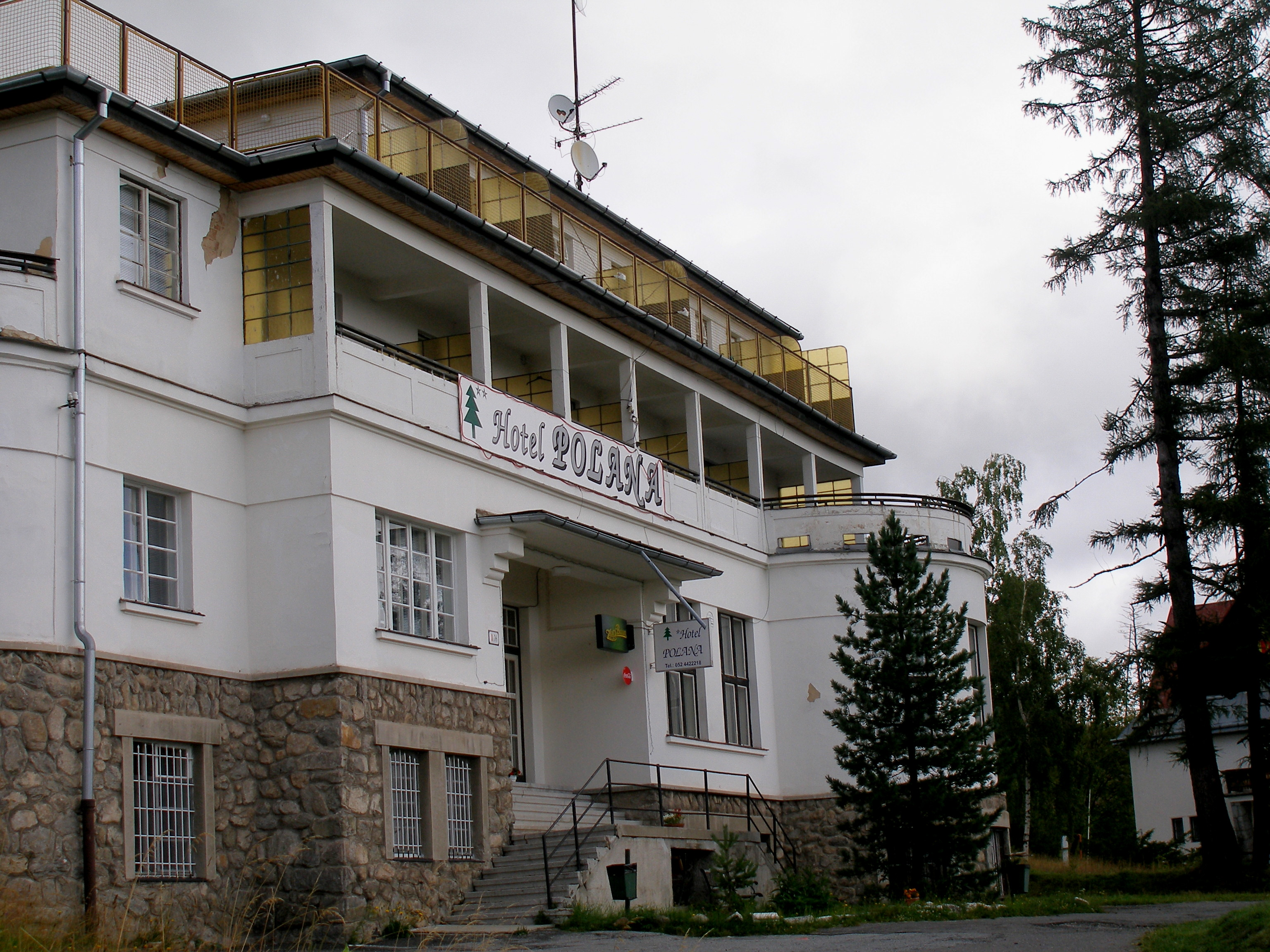
Павильон матери и ребенка в посёлке Горны-Смоковец